# ギミー!レボリューション
「ギミー！レボリューション」は、内田真礼の楽曲。こだまさおりが作詞、田淵智也が作曲を手掛けた。内田の2枚目のシングルとして2014年10月22日にポニーキャニオンから発売された。

## 音楽性
本曲は、テレビアニメ『俺、ツインテールになります。』のオープニングテーマに起用された。
疾走感のある可愛いくてテンションのあがる曲に仕上がっており、前作「創傷イノセンス」のイノセントさを反映させている。また、歌詞には特徴的なフレーズが盛り込まれているが、これらは同アニメで内田が演じるトゥアールのように特定のキャラクターではなく、あくまで内田が思い描く「三次元の住人」であるという。
曲を聴いた当初は高いキーのために戸惑いを隠せないでいたが、収録ではそうした悩みは払拭されていたという。収録時には田淵智也が内田に対し熱心に指導したり内田自身が煽りを入れたりしてスタッフと共に盛り上がったという。
PVは、髪型で悩む内田に様々な髪形やレトロ、和風、アニマル、アダルティな衣装を着た空想まあやがそれぞれの髪形や衣装を薦める内容に仕上がっている。これらが一様に同じような動きをするため苦労したことを明かしており、中でも和服を着ている最中に走ることが苦痛であったことも述べている。また、シーン中にはツインテールのウィッグを着けたクマのぬいぐるみが友情出演している。

## シングルリリース
2014年10月22日にポニーキャニオンから発売された。内田のシングルとしては前作「創傷イノセンス」から半年ぶりのリリースとなる。
販売形態は初回限定盤（PCCG-01432）と通常盤（PCCG-70230）の2種リリースで、初回限定盤には本曲のMV・メイキング・オフショットを収録したDVDや、「創傷イノセンス」のイノセント的な要素が反映されたブックレットが付属されている。
初回限定盤のジャケットは透明感のあるナチュラルな感じに仕上がっており、口からタイトルロゴを吐き出させて文字を透明にしたりして趣向が凝らしているという。一方通常盤のジャケットは森田和明による描き下ろしであり、同アニメで内田が演じるトゥアールのイラストが描かれている。
2曲目「アイマイ☆シェイキーハート」は、女子高生の恋する気持ちを歌ったバンドサウンド的な曲。

## シングル収録内容
| #         | タイトル                                    | 作詞         | 作曲      | 編曲      | 時間  |
| --------- | ------------------------------------------- | ------------ | --------- | --------- | ----- |
| 1.        | 「ギミー！レボリューション」                | こだまさおり | 田淵智也  | やしきん  | 3:55  |
| 2.        | 「アイマイ☆シェイキーハート」               | y0c1e        | y0c1e     | R・O・N   | 3:53  |
| 3.        | 「ギミー！レボリューション」(Instrumental)  |              |           |           | 3:55  |
| 4.        | 「アイマイ☆シェイキーハート」(Instrumental) |              |           |           | 3:52  |
| 合計時間: | 合計時間:                                   | 合計時間:    | 合計時間: | 合計時間: | 15:35 |

| #  | タイトル                                   | 作詞 | 作曲・編曲 | 時間 |
| -- | ------------------------------------------ | ---- | ---------- | ---- |
| 1. | 「ギミー！レボリューション」(Music Video)  |      |            | 4:08 |
| 2. | 「Making of 「ギミー！レボリューション」」 |      |            |      |
| 3. | 「off shot」                               |      |            |      |

## 参加ミュージシャン
ギミー！レボリューション
- Guitar & Programing：やしきん
- Guitar Solo：Tom-H@ck
- Bass：工藤嶺
- Piano：岸田勇気
- Drums：山内"masshoi"優

アイマイ☆シェイキーハート
- All instruments：R・O・N

## 評価
2019年3月1日には、ソニー・ミュージックエンタテインメントのアニメソング人気投票キャンペーン「平成アニソン大賞」において声優ソング賞（2010年 - 2019年）に選出された。

## チャート
| チャート（2014年）                     | 最高位 |
| -------------------------------------- | ------ |
| オリコン                               | 12     |
| Billboard JAPAN Hot 100                | 18     |
| Billboard JAPAN Hot Animation          | 5      |
| Billboard JAPAN Top Singles Sales      | 10     |
| サウンドスキャンジャパン（初回限定盤） | 14     |

## イベント
- 『 Maaya Party!Vol.2 』　内田真礼2ndSG発売記念イベント「Maaya Party!Vol.2」（2014年11月1日 - 2014年11月8日：都内某所（東京都）、名古屋市内某所（愛知県）、大阪市内某所（大阪府））[15]

## 収録アルバム
| 曲名                    | 収録アルバム | 発売日        | 備考        |
| ----------------------- | ------------ | ------------- | ----------- |
| ギミー!レボリューション | 『PENKI』    | 2015年12月2日 | 1stアルバム |

## カバー
- ハロー、ハッピーワールド!［弦巻こころ（伊藤美来）］ - ゲーム『バンドリ! ガールズバンドパーティ!』に収録（2024年5月31日追加）。